# Vorhaben
Vorhaben ist ein Begriff aus dem Bauplanungsrecht und bezeichnet die Errichtung, Änderung oder Nutzungsänderung von baulichen Anlagen (§ 29 Abs. 1 BauGB). Nach Sinn und Zweck des bundesrechtlichen Bauplanungsrechts ist ein Vorhaben im Sinne des § 29 BauGB für die städtebauliche Entwicklung erheblich und deshalb materiell den Vorschriften des Bodenrechts zu unterwerfen. Entscheidend ist, dass  es sich um ein Vorhaben von bodenrechtlicher Relevanz handelt, d. h. abwägungsrelevante Belange nach § 1 Abs. 6 BauGB berührt werden und das Vorhaben ein bauliches Element aufweist, also eine künstliche Anlage geschaffen wird, die auf Dauer mit dem Boden verbunden ist.
Bauliche Anlagen im Sinne der landesrechtlichen Bauordnungen sind hingegen Vorhaben, die im allgemeinen Interesse nicht ohne Beachtung gewisser bauordnungsrechtlicher Vorschriften ausgeführt werden sollen.
Ein Vorhaben, das nach Landesrecht unter den Begriff der baulichen Anlage fällt, erfüllt in aller Regel auch den bundesrechtlichen Begriff aus § 29 BauGB. Dies muss jedoch nicht so sein. Die grundsätzliche Eigenständigkeit und Unabhängigkeit der Begriffe ergibt vielmehr, dass sie sich zueinander wie zwei sich schneidende Kreise verhalten, dass also auch der Fall denkbar ist, dass der bundesrechtliche Begriff hinter dem bzw. den landesrechtlichen Begriff(en) zurückbleibt.
Nur wenn ein genehmigungsbedürftiges Vorhaben sowohl mit dem Bauplanungs- als auch mit dem Bauordnungsrecht vereinbar ist, kann eine Baugenehmigung erteilt werden.
Die gebräuchlichen Abkürzungen für Bauvorhaben in der Bauwirtschaft sind BV, BVH und Bauvorh. Das Projektmanagement bezeichnet sie als Bauprojekt.